# Diablotka
Diablotka (fr. diablotins „diabełki, łakocie”) – wypiek z ciasta francuskiego lub kruchego w kształcie krążka lub pałeczki, podawany do bulionu lub barszczu.